# 苗國琮
苗国琮（？—1755年)，汉军镶白旗人。清朝將領。武狀元。
雍正二年（1724年）举一甲第一名武进士，授头等侍卫。外任湖北黃州協副將，升江西南贛鎮總兵，歷改直隸宣化鎮、廣西左江鎮、浙江處州鎮總兵。乾隆十六年（1751年）任鑲藍旗漢軍副都統。乾隆十八年（1753年）任浙江黃巖鎮總兵，改直隸天津鎮總兵。乾隆二十年（1755年）卒。